# Outdong Dreams
|  | Denne artikel er oprettet af botten PalnaBot ud fra en ekstern database. Den kan derfor have sproglige fejl eller mangler. Denne skabelon kan fjernes efter kontrol af indholdet. |

Outdong Dreams er en film instrueret af Nima Hajarzadeh og Markus Støvring.

## Handling
I løbet af 15 år kan et helt liv leves. På godt og ondt. Chhak er et levende bevis på dette. Som tidligere barnestjerne i Phnom Penhs ubarmhjertige underholdningsindustri, kan han tale med om op- og nedture. Med en række af Cambodjas populæreste komediefilm bag sig er han et kendt ansigt, og begejstrede tilråb fra unge som gamle er en naturlig del af Chhaks hverdag.